# Дмуха Микола Миколайович
Микола Миколайович Дмуха (28 серпня 1953, місто Гусєв, тепер Калінінградської області, Російська Федерація) — радянський військовий політпрацівник, секретар парткому гвардійського мотострілецького полку Туркестанського військового округу, підполковник. Член ЦК КПРС у 1990—1991 роках.

## Життєпис
Член КПРС з 1974 року.
У 1975 році закінчив Новосибірське вище військово-політичне загальновійськове училище.
У 1975—1977 роках — заступник командира роти із політичної частини в Групі радянських військ у Німеччині.
У 1977—1982 роках — заступник командира роти із політичної частини, заступник командира батальйону із політичної частини Середньоазіатського військового округу.
У 1982—1991 роках — секретар партійного комітету (парткому) гвардійського мотострілецького полку Туркестанського військового округу.
Подальша доля невідома.

## Звання
- підполковник